# 清源寺
清源寺（せいげんじ）は、愛媛県大洲市にある臨済宗妙心寺派の寺院。本尊は、釈迦牟尼仏像・文殊菩薩像・普賢菩薩像。

## 沿革
この寺は1511年（永正8年）、伊予宇都宮氏8代当主・宇都宮豊綱が、泰政を開山として創建した。
豊綱は戦国時代の大洲城城主である。当時の伊予国内では道後方面を支配する守護の河野氏、宇和郡の伊予西園寺氏に挟まれる位置にあり、国外からも土佐の土佐一条氏、豊後の大友氏、中国地方の大内氏、後に毛利氏といった諸勢力が伊予への大きな関わりを持っていた。その後、姻戚関係にあった一条氏と結んで河野氏と対立するも、1568年（永禄11年）に毛利氏の援軍を受けた河野氏との鳥坂峠の戦いにて大敗した。その後、毛利方に捕らえられて1585年（天正13年）に備後で病死したため、清源寺に葬られることはなかったが、位牌は清源寺に祀られている。その戒名は、清源寺殿前遠州大守蓮翁華公大居士。
5代住職までは臨済宗南禅寺派だったが、6世瑤堂が大禅寺3世融山の法をついで、1712年（正徳2年）に臨済宗妙心寺派に転派した。
文政初期に失火により灰燼にきし1829年（文政12年）に再建されたが、老朽化が進み1989年（平成元年）に本堂・庫裡を一新した。
幕末には大洲で最も大きい寺子屋であり、多くの人材を輩出していて、境内には筆に感謝した筆塚が祀られている。
また山門の入り口には「願いがかなうお日限りさん」として多くの信仰を集めている日限地蔵尊が祀られており、終日、線香の煙が絶えない。